# Toxorhina pergracilis
Toxorhina pergracilis är en tvåvingeart som beskrevs av Alexander 1944. Toxorhina pergracilis ingår i släktet Toxorhina och familjen småharkrankar. Inga underarter finns listade i Catalogue of Life.